# Classe Bellatrix
A classe Bellatrix é uma classe de lanchas de fiscalização pequenas (LFP) ao serviço da Marinha Portuguesa, entre 1961 e 1974. É considerada a classe de navios com maior número de embarcações, de sempre, da Marinha Portuguesa.
As primeiras oito embarcações foram construídas nos estaleiros Bayerische Schiffbaugesellschaft, em Erlenbach am Main, na Alemanha. As restantes foram construidas no Arsenal do Alfeite, em Portugal. As embarcações produzidas em Portugal, apesar de terem sido, oficialmente, incluídas na classe Bellatriz, diferem das anteriores em alguns aspetos, tendo sido construídas com chapa de maior espessura, capacidade dos tanques de aguada e de combustível, o que lhes aumentava o deslocamento e o calado, diminuindo a velocidade máxima. O Arsenal do Alfeite, também construiu, para a Marinha Portuguesa, entre 1967 e 1968, três embarcações quase idênticas às Bellatrix que, no entanto, não foram incorporadas nesta classe, formando uma separada, a classe Alvor.
As embarcações da classe Bellatrix foram baptizadas com nomes de estrelas.
As LFP Bellatrix foram utilizadas pela Marinha Portuguesa, em ações militares na Guerra do Ultramar, especialmente nos rios da Guiné Portuguesa e no lago Niassa em Moçambique. No final da guerra, as embarcações foram abatidas ao serviço, sendo deixadas nos territórios ultramarinos.

## Unidades
| Número de amura | Nome          | Comissão    | Estaleiro                        |
| --------------- | ------------- | ----------- | -------------------------------- |
| P 363           | NRP Bellatrix | 1961 - 1974 | Bayerische Schiffbaugesellschaft |
| P 364           | NRP Canopus   | 1961 - 1974 | Bayerische Schiffbaugesellschaft |
| P 365           | NRP Deneb     | 1961 - 1974 | Bayerische Schiffbaugesellschaft |
| P 366           | NRP Espiga    | 1961 - 1974 | Bayerische Schiffbaugesellschaft |
| P 367           | NRP Fomalhaut | 1961 - 1974 | Bayerische Schiffbaugesellschaft |
| P 368           | NRP Pollux    | 1961 - 1974 | Bayerische Schiffbaugesellschaft |
| P 378           | NRP Rigel     | 1962 - 1974 | Bayerische Schiffbaugesellschaft |
| P 379           | NRP Altair    | 1962 - 1974 | Bayerische Schiffbaugesellschaft |
| P 1151          | NRP Arcturus  | 1968 - 1974 | Arsenal do Alfeite               |
| P 1152          | NRP Aldebaran | 1968 - 1974 | Arsenal do Alfeite               |
| P 1153          | NRP Procion   | 1968 - 1974 | Arsenal do Alfeite               |
| P 1154          | NRP Sirius    | 1970 - 1974 | Arsenal do Alfeite               |
| P 1155          | NRP Vega      | 1970 - 1974 | Arsenal do Alfeite               |